# Adolf Bayersdorfer
Adolf Christian Bayersdorfer (Erlenbach am Main, 7 giugno 1842 – Monaco di Baviera, 21 febbraio 1901) è stato uno storico dell'arte, scacchista e compositore di scacchi tedesco.
Studioso di archeologia e di storia dell'arte, fu direttore della Pinacoteca Vecchia di Monaco. Cominciò a comporre problemi di scacchi nel 1861. Compose principalmente problemi diretti in tre e più mosse e automatti. Era noto per rifinire con molta cura i suoi lavori, dando la massima importanza all'esteticità delle posizioni finali.
Diresse la rubrica scacchistica del giornale Münchener Neuesten Nachrichten dal 1888 fino alla morte. Un anno dopo la sua morte i problemisti Johann Kohtz e Carl Kockelkorn riunirono i suoi migliori problemi nella raccolta Zur Kenntnis des Schachproblems (Potsdam, 1902).
Col suo nome vengono chiamate alcune posizioni di matto di problemi in tre mosse, per es. quando le posizioni finali di matto sono uguali ad eccezione del re nero che è in case di diverso colore, oppure quando la donna bianca dà due matti su diagonali di diverso colore, con quattro case attorno al re nero guardate da due cavalli bianchi.

## Problemi d'esempio
|   | a | b | c | d | e | f | g | h |   |
| 8 | g8 donna del bianco · f6 re del bianco · b5 pedone del nero · d5 cavallo del bianco · f5 pedone del nero · c4 alfiere del bianco · d4 re del nero · h4 cavallo del nero · b3 pedone del nero · c3 cavallo del bianco · b2 pedone del nero · d2 pedone del bianco · h2 pedone del nero · b1 alfiere del nero | g8 donna del bianco · f6 re del bianco · b5 pedone del nero · d5 cavallo del bianco · f5 pedone del nero · c4 alfiere del bianco · d4 re del nero · h4 cavallo del nero · b3 pedone del nero · c3 cavallo del bianco · b2 pedone del nero · d2 pedone del bianco · h2 pedone del nero · b1 alfiere del nero | g8 donna del bianco · f6 re del bianco · b5 pedone del nero · d5 cavallo del bianco · f5 pedone del nero · c4 alfiere del bianco · d4 re del nero · h4 cavallo del nero · b3 pedone del nero · c3 cavallo del bianco · b2 pedone del nero · d2 pedone del bianco · h2 pedone del nero · b1 alfiere del nero | g8 donna del bianco · f6 re del bianco · b5 pedone del nero · d5 cavallo del bianco · f5 pedone del nero · c4 alfiere del bianco · d4 re del nero · h4 cavallo del nero · b3 pedone del nero · c3 cavallo del bianco · b2 pedone del nero · d2 pedone del bianco · h2 pedone del nero · b1 alfiere del nero | g8 donna del bianco · f6 re del bianco · b5 pedone del nero · d5 cavallo del bianco · f5 pedone del nero · c4 alfiere del bianco · d4 re del nero · h4 cavallo del nero · b3 pedone del nero · c3 cavallo del bianco · b2 pedone del nero · d2 pedone del bianco · h2 pedone del nero · b1 alfiere del nero | g8 donna del bianco · f6 re del bianco · b5 pedone del nero · d5 cavallo del bianco · f5 pedone del nero · c4 alfiere del bianco · d4 re del nero · h4 cavallo del nero · b3 pedone del nero · c3 cavallo del bianco · b2 pedone del nero · d2 pedone del bianco · h2 pedone del nero · b1 alfiere del nero | g8 donna del bianco · f6 re del bianco · b5 pedone del nero · d5 cavallo del bianco · f5 pedone del nero · c4 alfiere del bianco · d4 re del nero · h4 cavallo del nero · b3 pedone del nero · c3 cavallo del bianco · b2 pedone del nero · d2 pedone del bianco · h2 pedone del nero · b1 alfiere del nero | g8 donna del bianco · f6 re del bianco · b5 pedone del nero · d5 cavallo del bianco · f5 pedone del nero · c4 alfiere del bianco · d4 re del nero · h4 cavallo del nero · b3 pedone del nero · c3 cavallo del bianco · b2 pedone del nero · d2 pedone del bianco · h2 pedone del nero · b1 alfiere del nero | 8 |
| 7 | g8 donna del bianco · f6 re del bianco · b5 pedone del nero · d5 cavallo del bianco · f5 pedone del nero · c4 alfiere del bianco · d4 re del nero · h4 cavallo del nero · b3 pedone del nero · c3 cavallo del bianco · b2 pedone del nero · d2 pedone del bianco · h2 pedone del nero · b1 alfiere del nero | g8 donna del bianco · f6 re del bianco · b5 pedone del nero · d5 cavallo del bianco · f5 pedone del nero · c4 alfiere del bianco · d4 re del nero · h4 cavallo del nero · b3 pedone del nero · c3 cavallo del bianco · b2 pedone del nero · d2 pedone del bianco · h2 pedone del nero · b1 alfiere del nero | g8 donna del bianco · f6 re del bianco · b5 pedone del nero · d5 cavallo del bianco · f5 pedone del nero · c4 alfiere del bianco · d4 re del nero · h4 cavallo del nero · b3 pedone del nero · c3 cavallo del bianco · b2 pedone del nero · d2 pedone del bianco · h2 pedone del nero · b1 alfiere del nero | g8 donna del bianco · f6 re del bianco · b5 pedone del nero · d5 cavallo del bianco · f5 pedone del nero · c4 alfiere del bianco · d4 re del nero · h4 cavallo del nero · b3 pedone del nero · c3 cavallo del bianco · b2 pedone del nero · d2 pedone del bianco · h2 pedone del nero · b1 alfiere del nero | g8 donna del bianco · f6 re del bianco · b5 pedone del nero · d5 cavallo del bianco · f5 pedone del nero · c4 alfiere del bianco · d4 re del nero · h4 cavallo del nero · b3 pedone del nero · c3 cavallo del bianco · b2 pedone del nero · d2 pedone del bianco · h2 pedone del nero · b1 alfiere del nero | g8 donna del bianco · f6 re del bianco · b5 pedone del nero · d5 cavallo del bianco · f5 pedone del nero · c4 alfiere del bianco · d4 re del nero · h4 cavallo del nero · b3 pedone del nero · c3 cavallo del bianco · b2 pedone del nero · d2 pedone del bianco · h2 pedone del nero · b1 alfiere del nero | g8 donna del bianco · f6 re del bianco · b5 pedone del nero · d5 cavallo del bianco · f5 pedone del nero · c4 alfiere del bianco · d4 re del nero · h4 cavallo del nero · b3 pedone del nero · c3 cavallo del bianco · b2 pedone del nero · d2 pedone del bianco · h2 pedone del nero · b1 alfiere del nero | g8 donna del bianco · f6 re del bianco · b5 pedone del nero · d5 cavallo del bianco · f5 pedone del nero · c4 alfiere del bianco · d4 re del nero · h4 cavallo del nero · b3 pedone del nero · c3 cavallo del bianco · b2 pedone del nero · d2 pedone del bianco · h2 pedone del nero · b1 alfiere del nero | 7 |
| 6 | g8 donna del bianco · f6 re del bianco · b5 pedone del nero · d5 cavallo del bianco · f5 pedone del nero · c4 alfiere del bianco · d4 re del nero · h4 cavallo del nero · b3 pedone del nero · c3 cavallo del bianco · b2 pedone del nero · d2 pedone del bianco · h2 pedone del nero · b1 alfiere del nero | g8 donna del bianco · f6 re del bianco · b5 pedone del nero · d5 cavallo del bianco · f5 pedone del nero · c4 alfiere del bianco · d4 re del nero · h4 cavallo del nero · b3 pedone del nero · c3 cavallo del bianco · b2 pedone del nero · d2 pedone del bianco · h2 pedone del nero · b1 alfiere del nero | g8 donna del bianco · f6 re del bianco · b5 pedone del nero · d5 cavallo del bianco · f5 pedone del nero · c4 alfiere del bianco · d4 re del nero · h4 cavallo del nero · b3 pedone del nero · c3 cavallo del bianco · b2 pedone del nero · d2 pedone del bianco · h2 pedone del nero · b1 alfiere del nero | g8 donna del bianco · f6 re del bianco · b5 pedone del nero · d5 cavallo del bianco · f5 pedone del nero · c4 alfiere del bianco · d4 re del nero · h4 cavallo del nero · b3 pedone del nero · c3 cavallo del bianco · b2 pedone del nero · d2 pedone del bianco · h2 pedone del nero · b1 alfiere del nero | g8 donna del bianco · f6 re del bianco · b5 pedone del nero · d5 cavallo del bianco · f5 pedone del nero · c4 alfiere del bianco · d4 re del nero · h4 cavallo del nero · b3 pedone del nero · c3 cavallo del bianco · b2 pedone del nero · d2 pedone del bianco · h2 pedone del nero · b1 alfiere del nero | g8 donna del bianco · f6 re del bianco · b5 pedone del nero · d5 cavallo del bianco · f5 pedone del nero · c4 alfiere del bianco · d4 re del nero · h4 cavallo del nero · b3 pedone del nero · c3 cavallo del bianco · b2 pedone del nero · d2 pedone del bianco · h2 pedone del nero · b1 alfiere del nero | g8 donna del bianco · f6 re del bianco · b5 pedone del nero · d5 cavallo del bianco · f5 pedone del nero · c4 alfiere del bianco · d4 re del nero · h4 cavallo del nero · b3 pedone del nero · c3 cavallo del bianco · b2 pedone del nero · d2 pedone del bianco · h2 pedone del nero · b1 alfiere del nero | g8 donna del bianco · f6 re del bianco · b5 pedone del nero · d5 cavallo del bianco · f5 pedone del nero · c4 alfiere del bianco · d4 re del nero · h4 cavallo del nero · b3 pedone del nero · c3 cavallo del bianco · b2 pedone del nero · d2 pedone del bianco · h2 pedone del nero · b1 alfiere del nero | 6 |
| 5 | g8 donna del bianco · f6 re del bianco · b5 pedone del nero · d5 cavallo del bianco · f5 pedone del nero · c4 alfiere del bianco · d4 re del nero · h4 cavallo del nero · b3 pedone del nero · c3 cavallo del bianco · b2 pedone del nero · d2 pedone del bianco · h2 pedone del nero · b1 alfiere del nero | g8 donna del bianco · f6 re del bianco · b5 pedone del nero · d5 cavallo del bianco · f5 pedone del nero · c4 alfiere del bianco · d4 re del nero · h4 cavallo del nero · b3 pedone del nero · c3 cavallo del bianco · b2 pedone del nero · d2 pedone del bianco · h2 pedone del nero · b1 alfiere del nero | g8 donna del bianco · f6 re del bianco · b5 pedone del nero · d5 cavallo del bianco · f5 pedone del nero · c4 alfiere del bianco · d4 re del nero · h4 cavallo del nero · b3 pedone del nero · c3 cavallo del bianco · b2 pedone del nero · d2 pedone del bianco · h2 pedone del nero · b1 alfiere del nero | g8 donna del bianco · f6 re del bianco · b5 pedone del nero · d5 cavallo del bianco · f5 pedone del nero · c4 alfiere del bianco · d4 re del nero · h4 cavallo del nero · b3 pedone del nero · c3 cavallo del bianco · b2 pedone del nero · d2 pedone del bianco · h2 pedone del nero · b1 alfiere del nero | g8 donna del bianco · f6 re del bianco · b5 pedone del nero · d5 cavallo del bianco · f5 pedone del nero · c4 alfiere del bianco · d4 re del nero · h4 cavallo del nero · b3 pedone del nero · c3 cavallo del bianco · b2 pedone del nero · d2 pedone del bianco · h2 pedone del nero · b1 alfiere del nero | g8 donna del bianco · f6 re del bianco · b5 pedone del nero · d5 cavallo del bianco · f5 pedone del nero · c4 alfiere del bianco · d4 re del nero · h4 cavallo del nero · b3 pedone del nero · c3 cavallo del bianco · b2 pedone del nero · d2 pedone del bianco · h2 pedone del nero · b1 alfiere del nero | g8 donna del bianco · f6 re del bianco · b5 pedone del nero · d5 cavallo del bianco · f5 pedone del nero · c4 alfiere del bianco · d4 re del nero · h4 cavallo del nero · b3 pedone del nero · c3 cavallo del bianco · b2 pedone del nero · d2 pedone del bianco · h2 pedone del nero · b1 alfiere del nero | g8 donna del bianco · f6 re del bianco · b5 pedone del nero · d5 cavallo del bianco · f5 pedone del nero · c4 alfiere del bianco · d4 re del nero · h4 cavallo del nero · b3 pedone del nero · c3 cavallo del bianco · b2 pedone del nero · d2 pedone del bianco · h2 pedone del nero · b1 alfiere del nero | 5 |
| 4 | g8 donna del bianco · f6 re del bianco · b5 pedone del nero · d5 cavallo del bianco · f5 pedone del nero · c4 alfiere del bianco · d4 re del nero · h4 cavallo del nero · b3 pedone del nero · c3 cavallo del bianco · b2 pedone del nero · d2 pedone del bianco · h2 pedone del nero · b1 alfiere del nero | g8 donna del bianco · f6 re del bianco · b5 pedone del nero · d5 cavallo del bianco · f5 pedone del nero · c4 alfiere del bianco · d4 re del nero · h4 cavallo del nero · b3 pedone del nero · c3 cavallo del bianco · b2 pedone del nero · d2 pedone del bianco · h2 pedone del nero · b1 alfiere del nero | g8 donna del bianco · f6 re del bianco · b5 pedone del nero · d5 cavallo del bianco · f5 pedone del nero · c4 alfiere del bianco · d4 re del nero · h4 cavallo del nero · b3 pedone del nero · c3 cavallo del bianco · b2 pedone del nero · d2 pedone del bianco · h2 pedone del nero · b1 alfiere del nero | g8 donna del bianco · f6 re del bianco · b5 pedone del nero · d5 cavallo del bianco · f5 pedone del nero · c4 alfiere del bianco · d4 re del nero · h4 cavallo del nero · b3 pedone del nero · c3 cavallo del bianco · b2 pedone del nero · d2 pedone del bianco · h2 pedone del nero · b1 alfiere del nero | g8 donna del bianco · f6 re del bianco · b5 pedone del nero · d5 cavallo del bianco · f5 pedone del nero · c4 alfiere del bianco · d4 re del nero · h4 cavallo del nero · b3 pedone del nero · c3 cavallo del bianco · b2 pedone del nero · d2 pedone del bianco · h2 pedone del nero · b1 alfiere del nero | g8 donna del bianco · f6 re del bianco · b5 pedone del nero · d5 cavallo del bianco · f5 pedone del nero · c4 alfiere del bianco · d4 re del nero · h4 cavallo del nero · b3 pedone del nero · c3 cavallo del bianco · b2 pedone del nero · d2 pedone del bianco · h2 pedone del nero · b1 alfiere del nero | g8 donna del bianco · f6 re del bianco · b5 pedone del nero · d5 cavallo del bianco · f5 pedone del nero · c4 alfiere del bianco · d4 re del nero · h4 cavallo del nero · b3 pedone del nero · c3 cavallo del bianco · b2 pedone del nero · d2 pedone del bianco · h2 pedone del nero · b1 alfiere del nero | g8 donna del bianco · f6 re del bianco · b5 pedone del nero · d5 cavallo del bianco · f5 pedone del nero · c4 alfiere del bianco · d4 re del nero · h4 cavallo del nero · b3 pedone del nero · c3 cavallo del bianco · b2 pedone del nero · d2 pedone del bianco · h2 pedone del nero · b1 alfiere del nero | 4 |
| 3 | g8 donna del bianco · f6 re del bianco · b5 pedone del nero · d5 cavallo del bianco · f5 pedone del nero · c4 alfiere del bianco · d4 re del nero · h4 cavallo del nero · b3 pedone del nero · c3 cavallo del bianco · b2 pedone del nero · d2 pedone del bianco · h2 pedone del nero · b1 alfiere del nero | g8 donna del bianco · f6 re del bianco · b5 pedone del nero · d5 cavallo del bianco · f5 pedone del nero · c4 alfiere del bianco · d4 re del nero · h4 cavallo del nero · b3 pedone del nero · c3 cavallo del bianco · b2 pedone del nero · d2 pedone del bianco · h2 pedone del nero · b1 alfiere del nero | g8 donna del bianco · f6 re del bianco · b5 pedone del nero · d5 cavallo del bianco · f5 pedone del nero · c4 alfiere del bianco · d4 re del nero · h4 cavallo del nero · b3 pedone del nero · c3 cavallo del bianco · b2 pedone del nero · d2 pedone del bianco · h2 pedone del nero · b1 alfiere del nero | g8 donna del bianco · f6 re del bianco · b5 pedone del nero · d5 cavallo del bianco · f5 pedone del nero · c4 alfiere del bianco · d4 re del nero · h4 cavallo del nero · b3 pedone del nero · c3 cavallo del bianco · b2 pedone del nero · d2 pedone del bianco · h2 pedone del nero · b1 alfiere del nero | g8 donna del bianco · f6 re del bianco · b5 pedone del nero · d5 cavallo del bianco · f5 pedone del nero · c4 alfiere del bianco · d4 re del nero · h4 cavallo del nero · b3 pedone del nero · c3 cavallo del bianco · b2 pedone del nero · d2 pedone del bianco · h2 pedone del nero · b1 alfiere del nero | g8 donna del bianco · f6 re del bianco · b5 pedone del nero · d5 cavallo del bianco · f5 pedone del nero · c4 alfiere del bianco · d4 re del nero · h4 cavallo del nero · b3 pedone del nero · c3 cavallo del bianco · b2 pedone del nero · d2 pedone del bianco · h2 pedone del nero · b1 alfiere del nero | g8 donna del bianco · f6 re del bianco · b5 pedone del nero · d5 cavallo del bianco · f5 pedone del nero · c4 alfiere del bianco · d4 re del nero · h4 cavallo del nero · b3 pedone del nero · c3 cavallo del bianco · b2 pedone del nero · d2 pedone del bianco · h2 pedone del nero · b1 alfiere del nero | g8 donna del bianco · f6 re del bianco · b5 pedone del nero · d5 cavallo del bianco · f5 pedone del nero · c4 alfiere del bianco · d4 re del nero · h4 cavallo del nero · b3 pedone del nero · c3 cavallo del bianco · b2 pedone del nero · d2 pedone del bianco · h2 pedone del nero · b1 alfiere del nero | 3 |
| 2 | g8 donna del bianco · f6 re del bianco · b5 pedone del nero · d5 cavallo del bianco · f5 pedone del nero · c4 alfiere del bianco · d4 re del nero · h4 cavallo del nero · b3 pedone del nero · c3 cavallo del bianco · b2 pedone del nero · d2 pedone del bianco · h2 pedone del nero · b1 alfiere del nero | g8 donna del bianco · f6 re del bianco · b5 pedone del nero · d5 cavallo del bianco · f5 pedone del nero · c4 alfiere del bianco · d4 re del nero · h4 cavallo del nero · b3 pedone del nero · c3 cavallo del bianco · b2 pedone del nero · d2 pedone del bianco · h2 pedone del nero · b1 alfiere del nero | g8 donna del bianco · f6 re del bianco · b5 pedone del nero · d5 cavallo del bianco · f5 pedone del nero · c4 alfiere del bianco · d4 re del nero · h4 cavallo del nero · b3 pedone del nero · c3 cavallo del bianco · b2 pedone del nero · d2 pedone del bianco · h2 pedone del nero · b1 alfiere del nero | g8 donna del bianco · f6 re del bianco · b5 pedone del nero · d5 cavallo del bianco · f5 pedone del nero · c4 alfiere del bianco · d4 re del nero · h4 cavallo del nero · b3 pedone del nero · c3 cavallo del bianco · b2 pedone del nero · d2 pedone del bianco · h2 pedone del nero · b1 alfiere del nero | g8 donna del bianco · f6 re del bianco · b5 pedone del nero · d5 cavallo del bianco · f5 pedone del nero · c4 alfiere del bianco · d4 re del nero · h4 cavallo del nero · b3 pedone del nero · c3 cavallo del bianco · b2 pedone del nero · d2 pedone del bianco · h2 pedone del nero · b1 alfiere del nero | g8 donna del bianco · f6 re del bianco · b5 pedone del nero · d5 cavallo del bianco · f5 pedone del nero · c4 alfiere del bianco · d4 re del nero · h4 cavallo del nero · b3 pedone del nero · c3 cavallo del bianco · b2 pedone del nero · d2 pedone del bianco · h2 pedone del nero · b1 alfiere del nero | g8 donna del bianco · f6 re del bianco · b5 pedone del nero · d5 cavallo del bianco · f5 pedone del nero · c4 alfiere del bianco · d4 re del nero · h4 cavallo del nero · b3 pedone del nero · c3 cavallo del bianco · b2 pedone del nero · d2 pedone del bianco · h2 pedone del nero · b1 alfiere del nero | g8 donna del bianco · f6 re del bianco · b5 pedone del nero · d5 cavallo del bianco · f5 pedone del nero · c4 alfiere del bianco · d4 re del nero · h4 cavallo del nero · b3 pedone del nero · c3 cavallo del bianco · b2 pedone del nero · d2 pedone del bianco · h2 pedone del nero · b1 alfiere del nero | 2 |
| 1 | g8 donna del bianco · f6 re del bianco · b5 pedone del nero · d5 cavallo del bianco · f5 pedone del nero · c4 alfiere del bianco · d4 re del nero · h4 cavallo del nero · b3 pedone del nero · c3 cavallo del bianco · b2 pedone del nero · d2 pedone del bianco · h2 pedone del nero · b1 alfiere del nero | g8 donna del bianco · f6 re del bianco · b5 pedone del nero · d5 cavallo del bianco · f5 pedone del nero · c4 alfiere del bianco · d4 re del nero · h4 cavallo del nero · b3 pedone del nero · c3 cavallo del bianco · b2 pedone del nero · d2 pedone del bianco · h2 pedone del nero · b1 alfiere del nero | g8 donna del bianco · f6 re del bianco · b5 pedone del nero · d5 cavallo del bianco · f5 pedone del nero · c4 alfiere del bianco · d4 re del nero · h4 cavallo del nero · b3 pedone del nero · c3 cavallo del bianco · b2 pedone del nero · d2 pedone del bianco · h2 pedone del nero · b1 alfiere del nero | g8 donna del bianco · f6 re del bianco · b5 pedone del nero · d5 cavallo del bianco · f5 pedone del nero · c4 alfiere del bianco · d4 re del nero · h4 cavallo del nero · b3 pedone del nero · c3 cavallo del bianco · b2 pedone del nero · d2 pedone del bianco · h2 pedone del nero · b1 alfiere del nero | g8 donna del bianco · f6 re del bianco · b5 pedone del nero · d5 cavallo del bianco · f5 pedone del nero · c4 alfiere del bianco · d4 re del nero · h4 cavallo del nero · b3 pedone del nero · c3 cavallo del bianco · b2 pedone del nero · d2 pedone del bianco · h2 pedone del nero · b1 alfiere del nero | g8 donna del bianco · f6 re del bianco · b5 pedone del nero · d5 cavallo del bianco · f5 pedone del nero · c4 alfiere del bianco · d4 re del nero · h4 cavallo del nero · b3 pedone del nero · c3 cavallo del bianco · b2 pedone del nero · d2 pedone del bianco · h2 pedone del nero · b1 alfiere del nero | g8 donna del bianco · f6 re del bianco · b5 pedone del nero · d5 cavallo del bianco · f5 pedone del nero · c4 alfiere del bianco · d4 re del nero · h4 cavallo del nero · b3 pedone del nero · c3 cavallo del bianco · b2 pedone del nero · d2 pedone del bianco · h2 pedone del nero · b1 alfiere del nero | g8 donna del bianco · f6 re del bianco · b5 pedone del nero · d5 cavallo del bianco · f5 pedone del nero · c4 alfiere del bianco · d4 re del nero · h4 cavallo del nero · b3 pedone del nero · c3 cavallo del bianco · b2 pedone del nero · d2 pedone del bianco · h2 pedone del nero · b1 alfiere del nero | 1 |
|   | a | b | c | d | e | f | g | h |   |

Soluzione:
1. De6 !  (min. 2. Axb5 ∼ 3. De3/Db6#)

- 1... Ad3 2. Cxb5+ Rxc4 3. Dc6#
- 1... Rxc4 2. Dd6 ... 3. Ce3/Cb6#
- 1... b4 2. De3+ Rxc4 3. Cb6#

|   | a | b | c | d | e | f | g | h |   |
| 8 | c7 pedone del nero · f7 pedone del nero · g7 cavallo del nero · c6 alfiere del bianco · f6 cavallo del bianco · a5 donna del bianco · d5 pedone del bianco · e5 cavallo del bianco · f5 re del nero · g5 alfiere del bianco · b4 torre del nero · c4 pedone del nero · f4 pedone del bianco · b3 alfiere del nero · e3 pedone del nero · f3 pedone del nero · h2 pedone del nero · g1 cavallo del nero · h1 re del bianco | c7 pedone del nero · f7 pedone del nero · g7 cavallo del nero · c6 alfiere del bianco · f6 cavallo del bianco · a5 donna del bianco · d5 pedone del bianco · e5 cavallo del bianco · f5 re del nero · g5 alfiere del bianco · b4 torre del nero · c4 pedone del nero · f4 pedone del bianco · b3 alfiere del nero · e3 pedone del nero · f3 pedone del nero · h2 pedone del nero · g1 cavallo del nero · h1 re del bianco | c7 pedone del nero · f7 pedone del nero · g7 cavallo del nero · c6 alfiere del bianco · f6 cavallo del bianco · a5 donna del bianco · d5 pedone del bianco · e5 cavallo del bianco · f5 re del nero · g5 alfiere del bianco · b4 torre del nero · c4 pedone del nero · f4 pedone del bianco · b3 alfiere del nero · e3 pedone del nero · f3 pedone del nero · h2 pedone del nero · g1 cavallo del nero · h1 re del bianco | c7 pedone del nero · f7 pedone del nero · g7 cavallo del nero · c6 alfiere del bianco · f6 cavallo del bianco · a5 donna del bianco · d5 pedone del bianco · e5 cavallo del bianco · f5 re del nero · g5 alfiere del bianco · b4 torre del nero · c4 pedone del nero · f4 pedone del bianco · b3 alfiere del nero · e3 pedone del nero · f3 pedone del nero · h2 pedone del nero · g1 cavallo del nero · h1 re del bianco | c7 pedone del nero · f7 pedone del nero · g7 cavallo del nero · c6 alfiere del bianco · f6 cavallo del bianco · a5 donna del bianco · d5 pedone del bianco · e5 cavallo del bianco · f5 re del nero · g5 alfiere del bianco · b4 torre del nero · c4 pedone del nero · f4 pedone del bianco · b3 alfiere del nero · e3 pedone del nero · f3 pedone del nero · h2 pedone del nero · g1 cavallo del nero · h1 re del bianco | c7 pedone del nero · f7 pedone del nero · g7 cavallo del nero · c6 alfiere del bianco · f6 cavallo del bianco · a5 donna del bianco · d5 pedone del bianco · e5 cavallo del bianco · f5 re del nero · g5 alfiere del bianco · b4 torre del nero · c4 pedone del nero · f4 pedone del bianco · b3 alfiere del nero · e3 pedone del nero · f3 pedone del nero · h2 pedone del nero · g1 cavallo del nero · h1 re del bianco | c7 pedone del nero · f7 pedone del nero · g7 cavallo del nero · c6 alfiere del bianco · f6 cavallo del bianco · a5 donna del bianco · d5 pedone del bianco · e5 cavallo del bianco · f5 re del nero · g5 alfiere del bianco · b4 torre del nero · c4 pedone del nero · f4 pedone del bianco · b3 alfiere del nero · e3 pedone del nero · f3 pedone del nero · h2 pedone del nero · g1 cavallo del nero · h1 re del bianco | c7 pedone del nero · f7 pedone del nero · g7 cavallo del nero · c6 alfiere del bianco · f6 cavallo del bianco · a5 donna del bianco · d5 pedone del bianco · e5 cavallo del bianco · f5 re del nero · g5 alfiere del bianco · b4 torre del nero · c4 pedone del nero · f4 pedone del bianco · b3 alfiere del nero · e3 pedone del nero · f3 pedone del nero · h2 pedone del nero · g1 cavallo del nero · h1 re del bianco | 8 |
| 7 | c7 pedone del nero · f7 pedone del nero · g7 cavallo del nero · c6 alfiere del bianco · f6 cavallo del bianco · a5 donna del bianco · d5 pedone del bianco · e5 cavallo del bianco · f5 re del nero · g5 alfiere del bianco · b4 torre del nero · c4 pedone del nero · f4 pedone del bianco · b3 alfiere del nero · e3 pedone del nero · f3 pedone del nero · h2 pedone del nero · g1 cavallo del nero · h1 re del bianco | c7 pedone del nero · f7 pedone del nero · g7 cavallo del nero · c6 alfiere del bianco · f6 cavallo del bianco · a5 donna del bianco · d5 pedone del bianco · e5 cavallo del bianco · f5 re del nero · g5 alfiere del bianco · b4 torre del nero · c4 pedone del nero · f4 pedone del bianco · b3 alfiere del nero · e3 pedone del nero · f3 pedone del nero · h2 pedone del nero · g1 cavallo del nero · h1 re del bianco | c7 pedone del nero · f7 pedone del nero · g7 cavallo del nero · c6 alfiere del bianco · f6 cavallo del bianco · a5 donna del bianco · d5 pedone del bianco · e5 cavallo del bianco · f5 re del nero · g5 alfiere del bianco · b4 torre del nero · c4 pedone del nero · f4 pedone del bianco · b3 alfiere del nero · e3 pedone del nero · f3 pedone del nero · h2 pedone del nero · g1 cavallo del nero · h1 re del bianco | c7 pedone del nero · f7 pedone del nero · g7 cavallo del nero · c6 alfiere del bianco · f6 cavallo del bianco · a5 donna del bianco · d5 pedone del bianco · e5 cavallo del bianco · f5 re del nero · g5 alfiere del bianco · b4 torre del nero · c4 pedone del nero · f4 pedone del bianco · b3 alfiere del nero · e3 pedone del nero · f3 pedone del nero · h2 pedone del nero · g1 cavallo del nero · h1 re del bianco | c7 pedone del nero · f7 pedone del nero · g7 cavallo del nero · c6 alfiere del bianco · f6 cavallo del bianco · a5 donna del bianco · d5 pedone del bianco · e5 cavallo del bianco · f5 re del nero · g5 alfiere del bianco · b4 torre del nero · c4 pedone del nero · f4 pedone del bianco · b3 alfiere del nero · e3 pedone del nero · f3 pedone del nero · h2 pedone del nero · g1 cavallo del nero · h1 re del bianco | c7 pedone del nero · f7 pedone del nero · g7 cavallo del nero · c6 alfiere del bianco · f6 cavallo del bianco · a5 donna del bianco · d5 pedone del bianco · e5 cavallo del bianco · f5 re del nero · g5 alfiere del bianco · b4 torre del nero · c4 pedone del nero · f4 pedone del bianco · b3 alfiere del nero · e3 pedone del nero · f3 pedone del nero · h2 pedone del nero · g1 cavallo del nero · h1 re del bianco | c7 pedone del nero · f7 pedone del nero · g7 cavallo del nero · c6 alfiere del bianco · f6 cavallo del bianco · a5 donna del bianco · d5 pedone del bianco · e5 cavallo del bianco · f5 re del nero · g5 alfiere del bianco · b4 torre del nero · c4 pedone del nero · f4 pedone del bianco · b3 alfiere del nero · e3 pedone del nero · f3 pedone del nero · h2 pedone del nero · g1 cavallo del nero · h1 re del bianco | c7 pedone del nero · f7 pedone del nero · g7 cavallo del nero · c6 alfiere del bianco · f6 cavallo del bianco · a5 donna del bianco · d5 pedone del bianco · e5 cavallo del bianco · f5 re del nero · g5 alfiere del bianco · b4 torre del nero · c4 pedone del nero · f4 pedone del bianco · b3 alfiere del nero · e3 pedone del nero · f3 pedone del nero · h2 pedone del nero · g1 cavallo del nero · h1 re del bianco | 7 |
| 6 | c7 pedone del nero · f7 pedone del nero · g7 cavallo del nero · c6 alfiere del bianco · f6 cavallo del bianco · a5 donna del bianco · d5 pedone del bianco · e5 cavallo del bianco · f5 re del nero · g5 alfiere del bianco · b4 torre del nero · c4 pedone del nero · f4 pedone del bianco · b3 alfiere del nero · e3 pedone del nero · f3 pedone del nero · h2 pedone del nero · g1 cavallo del nero · h1 re del bianco | c7 pedone del nero · f7 pedone del nero · g7 cavallo del nero · c6 alfiere del bianco · f6 cavallo del bianco · a5 donna del bianco · d5 pedone del bianco · e5 cavallo del bianco · f5 re del nero · g5 alfiere del bianco · b4 torre del nero · c4 pedone del nero · f4 pedone del bianco · b3 alfiere del nero · e3 pedone del nero · f3 pedone del nero · h2 pedone del nero · g1 cavallo del nero · h1 re del bianco | c7 pedone del nero · f7 pedone del nero · g7 cavallo del nero · c6 alfiere del bianco · f6 cavallo del bianco · a5 donna del bianco · d5 pedone del bianco · e5 cavallo del bianco · f5 re del nero · g5 alfiere del bianco · b4 torre del nero · c4 pedone del nero · f4 pedone del bianco · b3 alfiere del nero · e3 pedone del nero · f3 pedone del nero · h2 pedone del nero · g1 cavallo del nero · h1 re del bianco | c7 pedone del nero · f7 pedone del nero · g7 cavallo del nero · c6 alfiere del bianco · f6 cavallo del bianco · a5 donna del bianco · d5 pedone del bianco · e5 cavallo del bianco · f5 re del nero · g5 alfiere del bianco · b4 torre del nero · c4 pedone del nero · f4 pedone del bianco · b3 alfiere del nero · e3 pedone del nero · f3 pedone del nero · h2 pedone del nero · g1 cavallo del nero · h1 re del bianco | c7 pedone del nero · f7 pedone del nero · g7 cavallo del nero · c6 alfiere del bianco · f6 cavallo del bianco · a5 donna del bianco · d5 pedone del bianco · e5 cavallo del bianco · f5 re del nero · g5 alfiere del bianco · b4 torre del nero · c4 pedone del nero · f4 pedone del bianco · b3 alfiere del nero · e3 pedone del nero · f3 pedone del nero · h2 pedone del nero · g1 cavallo del nero · h1 re del bianco | c7 pedone del nero · f7 pedone del nero · g7 cavallo del nero · c6 alfiere del bianco · f6 cavallo del bianco · a5 donna del bianco · d5 pedone del bianco · e5 cavallo del bianco · f5 re del nero · g5 alfiere del bianco · b4 torre del nero · c4 pedone del nero · f4 pedone del bianco · b3 alfiere del nero · e3 pedone del nero · f3 pedone del nero · h2 pedone del nero · g1 cavallo del nero · h1 re del bianco | c7 pedone del nero · f7 pedone del nero · g7 cavallo del nero · c6 alfiere del bianco · f6 cavallo del bianco · a5 donna del bianco · d5 pedone del bianco · e5 cavallo del bianco · f5 re del nero · g5 alfiere del bianco · b4 torre del nero · c4 pedone del nero · f4 pedone del bianco · b3 alfiere del nero · e3 pedone del nero · f3 pedone del nero · h2 pedone del nero · g1 cavallo del nero · h1 re del bianco | c7 pedone del nero · f7 pedone del nero · g7 cavallo del nero · c6 alfiere del bianco · f6 cavallo del bianco · a5 donna del bianco · d5 pedone del bianco · e5 cavallo del bianco · f5 re del nero · g5 alfiere del bianco · b4 torre del nero · c4 pedone del nero · f4 pedone del bianco · b3 alfiere del nero · e3 pedone del nero · f3 pedone del nero · h2 pedone del nero · g1 cavallo del nero · h1 re del bianco | 6 |
| 5 | c7 pedone del nero · f7 pedone del nero · g7 cavallo del nero · c6 alfiere del bianco · f6 cavallo del bianco · a5 donna del bianco · d5 pedone del bianco · e5 cavallo del bianco · f5 re del nero · g5 alfiere del bianco · b4 torre del nero · c4 pedone del nero · f4 pedone del bianco · b3 alfiere del nero · e3 pedone del nero · f3 pedone del nero · h2 pedone del nero · g1 cavallo del nero · h1 re del bianco | c7 pedone del nero · f7 pedone del nero · g7 cavallo del nero · c6 alfiere del bianco · f6 cavallo del bianco · a5 donna del bianco · d5 pedone del bianco · e5 cavallo del bianco · f5 re del nero · g5 alfiere del bianco · b4 torre del nero · c4 pedone del nero · f4 pedone del bianco · b3 alfiere del nero · e3 pedone del nero · f3 pedone del nero · h2 pedone del nero · g1 cavallo del nero · h1 re del bianco | c7 pedone del nero · f7 pedone del nero · g7 cavallo del nero · c6 alfiere del bianco · f6 cavallo del bianco · a5 donna del bianco · d5 pedone del bianco · e5 cavallo del bianco · f5 re del nero · g5 alfiere del bianco · b4 torre del nero · c4 pedone del nero · f4 pedone del bianco · b3 alfiere del nero · e3 pedone del nero · f3 pedone del nero · h2 pedone del nero · g1 cavallo del nero · h1 re del bianco | c7 pedone del nero · f7 pedone del nero · g7 cavallo del nero · c6 alfiere del bianco · f6 cavallo del bianco · a5 donna del bianco · d5 pedone del bianco · e5 cavallo del bianco · f5 re del nero · g5 alfiere del bianco · b4 torre del nero · c4 pedone del nero · f4 pedone del bianco · b3 alfiere del nero · e3 pedone del nero · f3 pedone del nero · h2 pedone del nero · g1 cavallo del nero · h1 re del bianco | c7 pedone del nero · f7 pedone del nero · g7 cavallo del nero · c6 alfiere del bianco · f6 cavallo del bianco · a5 donna del bianco · d5 pedone del bianco · e5 cavallo del bianco · f5 re del nero · g5 alfiere del bianco · b4 torre del nero · c4 pedone del nero · f4 pedone del bianco · b3 alfiere del nero · e3 pedone del nero · f3 pedone del nero · h2 pedone del nero · g1 cavallo del nero · h1 re del bianco | c7 pedone del nero · f7 pedone del nero · g7 cavallo del nero · c6 alfiere del bianco · f6 cavallo del bianco · a5 donna del bianco · d5 pedone del bianco · e5 cavallo del bianco · f5 re del nero · g5 alfiere del bianco · b4 torre del nero · c4 pedone del nero · f4 pedone del bianco · b3 alfiere del nero · e3 pedone del nero · f3 pedone del nero · h2 pedone del nero · g1 cavallo del nero · h1 re del bianco | c7 pedone del nero · f7 pedone del nero · g7 cavallo del nero · c6 alfiere del bianco · f6 cavallo del bianco · a5 donna del bianco · d5 pedone del bianco · e5 cavallo del bianco · f5 re del nero · g5 alfiere del bianco · b4 torre del nero · c4 pedone del nero · f4 pedone del bianco · b3 alfiere del nero · e3 pedone del nero · f3 pedone del nero · h2 pedone del nero · g1 cavallo del nero · h1 re del bianco | c7 pedone del nero · f7 pedone del nero · g7 cavallo del nero · c6 alfiere del bianco · f6 cavallo del bianco · a5 donna del bianco · d5 pedone del bianco · e5 cavallo del bianco · f5 re del nero · g5 alfiere del bianco · b4 torre del nero · c4 pedone del nero · f4 pedone del bianco · b3 alfiere del nero · e3 pedone del nero · f3 pedone del nero · h2 pedone del nero · g1 cavallo del nero · h1 re del bianco | 5 |
| 4 | c7 pedone del nero · f7 pedone del nero · g7 cavallo del nero · c6 alfiere del bianco · f6 cavallo del bianco · a5 donna del bianco · d5 pedone del bianco · e5 cavallo del bianco · f5 re del nero · g5 alfiere del bianco · b4 torre del nero · c4 pedone del nero · f4 pedone del bianco · b3 alfiere del nero · e3 pedone del nero · f3 pedone del nero · h2 pedone del nero · g1 cavallo del nero · h1 re del bianco | c7 pedone del nero · f7 pedone del nero · g7 cavallo del nero · c6 alfiere del bianco · f6 cavallo del bianco · a5 donna del bianco · d5 pedone del bianco · e5 cavallo del bianco · f5 re del nero · g5 alfiere del bianco · b4 torre del nero · c4 pedone del nero · f4 pedone del bianco · b3 alfiere del nero · e3 pedone del nero · f3 pedone del nero · h2 pedone del nero · g1 cavallo del nero · h1 re del bianco | c7 pedone del nero · f7 pedone del nero · g7 cavallo del nero · c6 alfiere del bianco · f6 cavallo del bianco · a5 donna del bianco · d5 pedone del bianco · e5 cavallo del bianco · f5 re del nero · g5 alfiere del bianco · b4 torre del nero · c4 pedone del nero · f4 pedone del bianco · b3 alfiere del nero · e3 pedone del nero · f3 pedone del nero · h2 pedone del nero · g1 cavallo del nero · h1 re del bianco | c7 pedone del nero · f7 pedone del nero · g7 cavallo del nero · c6 alfiere del bianco · f6 cavallo del bianco · a5 donna del bianco · d5 pedone del bianco · e5 cavallo del bianco · f5 re del nero · g5 alfiere del bianco · b4 torre del nero · c4 pedone del nero · f4 pedone del bianco · b3 alfiere del nero · e3 pedone del nero · f3 pedone del nero · h2 pedone del nero · g1 cavallo del nero · h1 re del bianco | c7 pedone del nero · f7 pedone del nero · g7 cavallo del nero · c6 alfiere del bianco · f6 cavallo del bianco · a5 donna del bianco · d5 pedone del bianco · e5 cavallo del bianco · f5 re del nero · g5 alfiere del bianco · b4 torre del nero · c4 pedone del nero · f4 pedone del bianco · b3 alfiere del nero · e3 pedone del nero · f3 pedone del nero · h2 pedone del nero · g1 cavallo del nero · h1 re del bianco | c7 pedone del nero · f7 pedone del nero · g7 cavallo del nero · c6 alfiere del bianco · f6 cavallo del bianco · a5 donna del bianco · d5 pedone del bianco · e5 cavallo del bianco · f5 re del nero · g5 alfiere del bianco · b4 torre del nero · c4 pedone del nero · f4 pedone del bianco · b3 alfiere del nero · e3 pedone del nero · f3 pedone del nero · h2 pedone del nero · g1 cavallo del nero · h1 re del bianco | c7 pedone del nero · f7 pedone del nero · g7 cavallo del nero · c6 alfiere del bianco · f6 cavallo del bianco · a5 donna del bianco · d5 pedone del bianco · e5 cavallo del bianco · f5 re del nero · g5 alfiere del bianco · b4 torre del nero · c4 pedone del nero · f4 pedone del bianco · b3 alfiere del nero · e3 pedone del nero · f3 pedone del nero · h2 pedone del nero · g1 cavallo del nero · h1 re del bianco | c7 pedone del nero · f7 pedone del nero · g7 cavallo del nero · c6 alfiere del bianco · f6 cavallo del bianco · a5 donna del bianco · d5 pedone del bianco · e5 cavallo del bianco · f5 re del nero · g5 alfiere del bianco · b4 torre del nero · c4 pedone del nero · f4 pedone del bianco · b3 alfiere del nero · e3 pedone del nero · f3 pedone del nero · h2 pedone del nero · g1 cavallo del nero · h1 re del bianco | 4 |
| 3 | c7 pedone del nero · f7 pedone del nero · g7 cavallo del nero · c6 alfiere del bianco · f6 cavallo del bianco · a5 donna del bianco · d5 pedone del bianco · e5 cavallo del bianco · f5 re del nero · g5 alfiere del bianco · b4 torre del nero · c4 pedone del nero · f4 pedone del bianco · b3 alfiere del nero · e3 pedone del nero · f3 pedone del nero · h2 pedone del nero · g1 cavallo del nero · h1 re del bianco | c7 pedone del nero · f7 pedone del nero · g7 cavallo del nero · c6 alfiere del bianco · f6 cavallo del bianco · a5 donna del bianco · d5 pedone del bianco · e5 cavallo del bianco · f5 re del nero · g5 alfiere del bianco · b4 torre del nero · c4 pedone del nero · f4 pedone del bianco · b3 alfiere del nero · e3 pedone del nero · f3 pedone del nero · h2 pedone del nero · g1 cavallo del nero · h1 re del bianco | c7 pedone del nero · f7 pedone del nero · g7 cavallo del nero · c6 alfiere del bianco · f6 cavallo del bianco · a5 donna del bianco · d5 pedone del bianco · e5 cavallo del bianco · f5 re del nero · g5 alfiere del bianco · b4 torre del nero · c4 pedone del nero · f4 pedone del bianco · b3 alfiere del nero · e3 pedone del nero · f3 pedone del nero · h2 pedone del nero · g1 cavallo del nero · h1 re del bianco | c7 pedone del nero · f7 pedone del nero · g7 cavallo del nero · c6 alfiere del bianco · f6 cavallo del bianco · a5 donna del bianco · d5 pedone del bianco · e5 cavallo del bianco · f5 re del nero · g5 alfiere del bianco · b4 torre del nero · c4 pedone del nero · f4 pedone del bianco · b3 alfiere del nero · e3 pedone del nero · f3 pedone del nero · h2 pedone del nero · g1 cavallo del nero · h1 re del bianco | c7 pedone del nero · f7 pedone del nero · g7 cavallo del nero · c6 alfiere del bianco · f6 cavallo del bianco · a5 donna del bianco · d5 pedone del bianco · e5 cavallo del bianco · f5 re del nero · g5 alfiere del bianco · b4 torre del nero · c4 pedone del nero · f4 pedone del bianco · b3 alfiere del nero · e3 pedone del nero · f3 pedone del nero · h2 pedone del nero · g1 cavallo del nero · h1 re del bianco | c7 pedone del nero · f7 pedone del nero · g7 cavallo del nero · c6 alfiere del bianco · f6 cavallo del bianco · a5 donna del bianco · d5 pedone del bianco · e5 cavallo del bianco · f5 re del nero · g5 alfiere del bianco · b4 torre del nero · c4 pedone del nero · f4 pedone del bianco · b3 alfiere del nero · e3 pedone del nero · f3 pedone del nero · h2 pedone del nero · g1 cavallo del nero · h1 re del bianco | c7 pedone del nero · f7 pedone del nero · g7 cavallo del nero · c6 alfiere del bianco · f6 cavallo del bianco · a5 donna del bianco · d5 pedone del bianco · e5 cavallo del bianco · f5 re del nero · g5 alfiere del bianco · b4 torre del nero · c4 pedone del nero · f4 pedone del bianco · b3 alfiere del nero · e3 pedone del nero · f3 pedone del nero · h2 pedone del nero · g1 cavallo del nero · h1 re del bianco | c7 pedone del nero · f7 pedone del nero · g7 cavallo del nero · c6 alfiere del bianco · f6 cavallo del bianco · a5 donna del bianco · d5 pedone del bianco · e5 cavallo del bianco · f5 re del nero · g5 alfiere del bianco · b4 torre del nero · c4 pedone del nero · f4 pedone del bianco · b3 alfiere del nero · e3 pedone del nero · f3 pedone del nero · h2 pedone del nero · g1 cavallo del nero · h1 re del bianco | 3 |
| 2 | c7 pedone del nero · f7 pedone del nero · g7 cavallo del nero · c6 alfiere del bianco · f6 cavallo del bianco · a5 donna del bianco · d5 pedone del bianco · e5 cavallo del bianco · f5 re del nero · g5 alfiere del bianco · b4 torre del nero · c4 pedone del nero · f4 pedone del bianco · b3 alfiere del nero · e3 pedone del nero · f3 pedone del nero · h2 pedone del nero · g1 cavallo del nero · h1 re del bianco | c7 pedone del nero · f7 pedone del nero · g7 cavallo del nero · c6 alfiere del bianco · f6 cavallo del bianco · a5 donna del bianco · d5 pedone del bianco · e5 cavallo del bianco · f5 re del nero · g5 alfiere del bianco · b4 torre del nero · c4 pedone del nero · f4 pedone del bianco · b3 alfiere del nero · e3 pedone del nero · f3 pedone del nero · h2 pedone del nero · g1 cavallo del nero · h1 re del bianco | c7 pedone del nero · f7 pedone del nero · g7 cavallo del nero · c6 alfiere del bianco · f6 cavallo del bianco · a5 donna del bianco · d5 pedone del bianco · e5 cavallo del bianco · f5 re del nero · g5 alfiere del bianco · b4 torre del nero · c4 pedone del nero · f4 pedone del bianco · b3 alfiere del nero · e3 pedone del nero · f3 pedone del nero · h2 pedone del nero · g1 cavallo del nero · h1 re del bianco | c7 pedone del nero · f7 pedone del nero · g7 cavallo del nero · c6 alfiere del bianco · f6 cavallo del bianco · a5 donna del bianco · d5 pedone del bianco · e5 cavallo del bianco · f5 re del nero · g5 alfiere del bianco · b4 torre del nero · c4 pedone del nero · f4 pedone del bianco · b3 alfiere del nero · e3 pedone del nero · f3 pedone del nero · h2 pedone del nero · g1 cavallo del nero · h1 re del bianco | c7 pedone del nero · f7 pedone del nero · g7 cavallo del nero · c6 alfiere del bianco · f6 cavallo del bianco · a5 donna del bianco · d5 pedone del bianco · e5 cavallo del bianco · f5 re del nero · g5 alfiere del bianco · b4 torre del nero · c4 pedone del nero · f4 pedone del bianco · b3 alfiere del nero · e3 pedone del nero · f3 pedone del nero · h2 pedone del nero · g1 cavallo del nero · h1 re del bianco | c7 pedone del nero · f7 pedone del nero · g7 cavallo del nero · c6 alfiere del bianco · f6 cavallo del bianco · a5 donna del bianco · d5 pedone del bianco · e5 cavallo del bianco · f5 re del nero · g5 alfiere del bianco · b4 torre del nero · c4 pedone del nero · f4 pedone del bianco · b3 alfiere del nero · e3 pedone del nero · f3 pedone del nero · h2 pedone del nero · g1 cavallo del nero · h1 re del bianco | c7 pedone del nero · f7 pedone del nero · g7 cavallo del nero · c6 alfiere del bianco · f6 cavallo del bianco · a5 donna del bianco · d5 pedone del bianco · e5 cavallo del bianco · f5 re del nero · g5 alfiere del bianco · b4 torre del nero · c4 pedone del nero · f4 pedone del bianco · b3 alfiere del nero · e3 pedone del nero · f3 pedone del nero · h2 pedone del nero · g1 cavallo del nero · h1 re del bianco | c7 pedone del nero · f7 pedone del nero · g7 cavallo del nero · c6 alfiere del bianco · f6 cavallo del bianco · a5 donna del bianco · d5 pedone del bianco · e5 cavallo del bianco · f5 re del nero · g5 alfiere del bianco · b4 torre del nero · c4 pedone del nero · f4 pedone del bianco · b3 alfiere del nero · e3 pedone del nero · f3 pedone del nero · h2 pedone del nero · g1 cavallo del nero · h1 re del bianco | 2 |
| 1 | c7 pedone del nero · f7 pedone del nero · g7 cavallo del nero · c6 alfiere del bianco · f6 cavallo del bianco · a5 donna del bianco · d5 pedone del bianco · e5 cavallo del bianco · f5 re del nero · g5 alfiere del bianco · b4 torre del nero · c4 pedone del nero · f4 pedone del bianco · b3 alfiere del nero · e3 pedone del nero · f3 pedone del nero · h2 pedone del nero · g1 cavallo del nero · h1 re del bianco | c7 pedone del nero · f7 pedone del nero · g7 cavallo del nero · c6 alfiere del bianco · f6 cavallo del bianco · a5 donna del bianco · d5 pedone del bianco · e5 cavallo del bianco · f5 re del nero · g5 alfiere del bianco · b4 torre del nero · c4 pedone del nero · f4 pedone del bianco · b3 alfiere del nero · e3 pedone del nero · f3 pedone del nero · h2 pedone del nero · g1 cavallo del nero · h1 re del bianco | c7 pedone del nero · f7 pedone del nero · g7 cavallo del nero · c6 alfiere del bianco · f6 cavallo del bianco · a5 donna del bianco · d5 pedone del bianco · e5 cavallo del bianco · f5 re del nero · g5 alfiere del bianco · b4 torre del nero · c4 pedone del nero · f4 pedone del bianco · b3 alfiere del nero · e3 pedone del nero · f3 pedone del nero · h2 pedone del nero · g1 cavallo del nero · h1 re del bianco | c7 pedone del nero · f7 pedone del nero · g7 cavallo del nero · c6 alfiere del bianco · f6 cavallo del bianco · a5 donna del bianco · d5 pedone del bianco · e5 cavallo del bianco · f5 re del nero · g5 alfiere del bianco · b4 torre del nero · c4 pedone del nero · f4 pedone del bianco · b3 alfiere del nero · e3 pedone del nero · f3 pedone del nero · h2 pedone del nero · g1 cavallo del nero · h1 re del bianco | c7 pedone del nero · f7 pedone del nero · g7 cavallo del nero · c6 alfiere del bianco · f6 cavallo del bianco · a5 donna del bianco · d5 pedone del bianco · e5 cavallo del bianco · f5 re del nero · g5 alfiere del bianco · b4 torre del nero · c4 pedone del nero · f4 pedone del bianco · b3 alfiere del nero · e3 pedone del nero · f3 pedone del nero · h2 pedone del nero · g1 cavallo del nero · h1 re del bianco | c7 pedone del nero · f7 pedone del nero · g7 cavallo del nero · c6 alfiere del bianco · f6 cavallo del bianco · a5 donna del bianco · d5 pedone del bianco · e5 cavallo del bianco · f5 re del nero · g5 alfiere del bianco · b4 torre del nero · c4 pedone del nero · f4 pedone del bianco · b3 alfiere del nero · e3 pedone del nero · f3 pedone del nero · h2 pedone del nero · g1 cavallo del nero · h1 re del bianco | c7 pedone del nero · f7 pedone del nero · g7 cavallo del nero · c6 alfiere del bianco · f6 cavallo del bianco · a5 donna del bianco · d5 pedone del bianco · e5 cavallo del bianco · f5 re del nero · g5 alfiere del bianco · b4 torre del nero · c4 pedone del nero · f4 pedone del bianco · b3 alfiere del nero · e3 pedone del nero · f3 pedone del nero · h2 pedone del nero · g1 cavallo del nero · h1 re del bianco | c7 pedone del nero · f7 pedone del nero · g7 cavallo del nero · c6 alfiere del bianco · f6 cavallo del bianco · a5 donna del bianco · d5 pedone del bianco · e5 cavallo del bianco · f5 re del nero · g5 alfiere del bianco · b4 torre del nero · c4 pedone del nero · f4 pedone del bianco · b3 alfiere del nero · e3 pedone del nero · f3 pedone del nero · h2 pedone del nero · g1 cavallo del nero · h1 re del bianco | 1 |
|   | a | b | c | d | e | f | g | h |   |

Soluzione:
1. Da2 !  (minaccia 2. Db1 e 2. Dxh2)

|   | a | b | c | d | e | f | g | h |   |
| 8 | c8 cavallo del bianco · a3 torre del bianco · c3 pedone del nero · a2 alfiere del nero · a1 re del nero · c1 re del bianco | c8 cavallo del bianco · a3 torre del bianco · c3 pedone del nero · a2 alfiere del nero · a1 re del nero · c1 re del bianco | c8 cavallo del bianco · a3 torre del bianco · c3 pedone del nero · a2 alfiere del nero · a1 re del nero · c1 re del bianco | c8 cavallo del bianco · a3 torre del bianco · c3 pedone del nero · a2 alfiere del nero · a1 re del nero · c1 re del bianco | c8 cavallo del bianco · a3 torre del bianco · c3 pedone del nero · a2 alfiere del nero · a1 re del nero · c1 re del bianco | c8 cavallo del bianco · a3 torre del bianco · c3 pedone del nero · a2 alfiere del nero · a1 re del nero · c1 re del bianco | c8 cavallo del bianco · a3 torre del bianco · c3 pedone del nero · a2 alfiere del nero · a1 re del nero · c1 re del bianco | c8 cavallo del bianco · a3 torre del bianco · c3 pedone del nero · a2 alfiere del nero · a1 re del nero · c1 re del bianco | 8 |
| 7 | c8 cavallo del bianco · a3 torre del bianco · c3 pedone del nero · a2 alfiere del nero · a1 re del nero · c1 re del bianco | c8 cavallo del bianco · a3 torre del bianco · c3 pedone del nero · a2 alfiere del nero · a1 re del nero · c1 re del bianco | c8 cavallo del bianco · a3 torre del bianco · c3 pedone del nero · a2 alfiere del nero · a1 re del nero · c1 re del bianco | c8 cavallo del bianco · a3 torre del bianco · c3 pedone del nero · a2 alfiere del nero · a1 re del nero · c1 re del bianco | c8 cavallo del bianco · a3 torre del bianco · c3 pedone del nero · a2 alfiere del nero · a1 re del nero · c1 re del bianco | c8 cavallo del bianco · a3 torre del bianco · c3 pedone del nero · a2 alfiere del nero · a1 re del nero · c1 re del bianco | c8 cavallo del bianco · a3 torre del bianco · c3 pedone del nero · a2 alfiere del nero · a1 re del nero · c1 re del bianco | c8 cavallo del bianco · a3 torre del bianco · c3 pedone del nero · a2 alfiere del nero · a1 re del nero · c1 re del bianco | 7 |
| 6 | c8 cavallo del bianco · a3 torre del bianco · c3 pedone del nero · a2 alfiere del nero · a1 re del nero · c1 re del bianco | c8 cavallo del bianco · a3 torre del bianco · c3 pedone del nero · a2 alfiere del nero · a1 re del nero · c1 re del bianco | c8 cavallo del bianco · a3 torre del bianco · c3 pedone del nero · a2 alfiere del nero · a1 re del nero · c1 re del bianco | c8 cavallo del bianco · a3 torre del bianco · c3 pedone del nero · a2 alfiere del nero · a1 re del nero · c1 re del bianco | c8 cavallo del bianco · a3 torre del bianco · c3 pedone del nero · a2 alfiere del nero · a1 re del nero · c1 re del bianco | c8 cavallo del bianco · a3 torre del bianco · c3 pedone del nero · a2 alfiere del nero · a1 re del nero · c1 re del bianco | c8 cavallo del bianco · a3 torre del bianco · c3 pedone del nero · a2 alfiere del nero · a1 re del nero · c1 re del bianco | c8 cavallo del bianco · a3 torre del bianco · c3 pedone del nero · a2 alfiere del nero · a1 re del nero · c1 re del bianco | 6 |
| 5 | c8 cavallo del bianco · a3 torre del bianco · c3 pedone del nero · a2 alfiere del nero · a1 re del nero · c1 re del bianco | c8 cavallo del bianco · a3 torre del bianco · c3 pedone del nero · a2 alfiere del nero · a1 re del nero · c1 re del bianco | c8 cavallo del bianco · a3 torre del bianco · c3 pedone del nero · a2 alfiere del nero · a1 re del nero · c1 re del bianco | c8 cavallo del bianco · a3 torre del bianco · c3 pedone del nero · a2 alfiere del nero · a1 re del nero · c1 re del bianco | c8 cavallo del bianco · a3 torre del bianco · c3 pedone del nero · a2 alfiere del nero · a1 re del nero · c1 re del bianco | c8 cavallo del bianco · a3 torre del bianco · c3 pedone del nero · a2 alfiere del nero · a1 re del nero · c1 re del bianco | c8 cavallo del bianco · a3 torre del bianco · c3 pedone del nero · a2 alfiere del nero · a1 re del nero · c1 re del bianco | c8 cavallo del bianco · a3 torre del bianco · c3 pedone del nero · a2 alfiere del nero · a1 re del nero · c1 re del bianco | 5 |
| 4 | c8 cavallo del bianco · a3 torre del bianco · c3 pedone del nero · a2 alfiere del nero · a1 re del nero · c1 re del bianco | c8 cavallo del bianco · a3 torre del bianco · c3 pedone del nero · a2 alfiere del nero · a1 re del nero · c1 re del bianco | c8 cavallo del bianco · a3 torre del bianco · c3 pedone del nero · a2 alfiere del nero · a1 re del nero · c1 re del bianco | c8 cavallo del bianco · a3 torre del bianco · c3 pedone del nero · a2 alfiere del nero · a1 re del nero · c1 re del bianco | c8 cavallo del bianco · a3 torre del bianco · c3 pedone del nero · a2 alfiere del nero · a1 re del nero · c1 re del bianco | c8 cavallo del bianco · a3 torre del bianco · c3 pedone del nero · a2 alfiere del nero · a1 re del nero · c1 re del bianco | c8 cavallo del bianco · a3 torre del bianco · c3 pedone del nero · a2 alfiere del nero · a1 re del nero · c1 re del bianco | c8 cavallo del bianco · a3 torre del bianco · c3 pedone del nero · a2 alfiere del nero · a1 re del nero · c1 re del bianco | 4 |
| 3 | c8 cavallo del bianco · a3 torre del bianco · c3 pedone del nero · a2 alfiere del nero · a1 re del nero · c1 re del bianco | c8 cavallo del bianco · a3 torre del bianco · c3 pedone del nero · a2 alfiere del nero · a1 re del nero · c1 re del bianco | c8 cavallo del bianco · a3 torre del bianco · c3 pedone del nero · a2 alfiere del nero · a1 re del nero · c1 re del bianco | c8 cavallo del bianco · a3 torre del bianco · c3 pedone del nero · a2 alfiere del nero · a1 re del nero · c1 re del bianco | c8 cavallo del bianco · a3 torre del bianco · c3 pedone del nero · a2 alfiere del nero · a1 re del nero · c1 re del bianco | c8 cavallo del bianco · a3 torre del bianco · c3 pedone del nero · a2 alfiere del nero · a1 re del nero · c1 re del bianco | c8 cavallo del bianco · a3 torre del bianco · c3 pedone del nero · a2 alfiere del nero · a1 re del nero · c1 re del bianco | c8 cavallo del bianco · a3 torre del bianco · c3 pedone del nero · a2 alfiere del nero · a1 re del nero · c1 re del bianco | 3 |
| 2 | c8 cavallo del bianco · a3 torre del bianco · c3 pedone del nero · a2 alfiere del nero · a1 re del nero · c1 re del bianco | c8 cavallo del bianco · a3 torre del bianco · c3 pedone del nero · a2 alfiere del nero · a1 re del nero · c1 re del bianco | c8 cavallo del bianco · a3 torre del bianco · c3 pedone del nero · a2 alfiere del nero · a1 re del nero · c1 re del bianco | c8 cavallo del bianco · a3 torre del bianco · c3 pedone del nero · a2 alfiere del nero · a1 re del nero · c1 re del bianco | c8 cavallo del bianco · a3 torre del bianco · c3 pedone del nero · a2 alfiere del nero · a1 re del nero · c1 re del bianco | c8 cavallo del bianco · a3 torre del bianco · c3 pedone del nero · a2 alfiere del nero · a1 re del nero · c1 re del bianco | c8 cavallo del bianco · a3 torre del bianco · c3 pedone del nero · a2 alfiere del nero · a1 re del nero · c1 re del bianco | c8 cavallo del bianco · a3 torre del bianco · c3 pedone del nero · a2 alfiere del nero · a1 re del nero · c1 re del bianco | 2 |
| 1 | c8 cavallo del bianco · a3 torre del bianco · c3 pedone del nero · a2 alfiere del nero · a1 re del nero · c1 re del bianco | c8 cavallo del bianco · a3 torre del bianco · c3 pedone del nero · a2 alfiere del nero · a1 re del nero · c1 re del bianco | c8 cavallo del bianco · a3 torre del bianco · c3 pedone del nero · a2 alfiere del nero · a1 re del nero · c1 re del bianco | c8 cavallo del bianco · a3 torre del bianco · c3 pedone del nero · a2 alfiere del nero · a1 re del nero · c1 re del bianco | c8 cavallo del bianco · a3 torre del bianco · c3 pedone del nero · a2 alfiere del nero · a1 re del nero · c1 re del bianco | c8 cavallo del bianco · a3 torre del bianco · c3 pedone del nero · a2 alfiere del nero · a1 re del nero · c1 re del bianco | c8 cavallo del bianco · a3 torre del bianco · c3 pedone del nero · a2 alfiere del nero · a1 re del nero · c1 re del bianco | c8 cavallo del bianco · a3 torre del bianco · c3 pedone del nero · a2 alfiere del nero · a1 re del nero · c1 re del bianco | 1 |
|   | a | b | c | d | e | f | g | h |   |

Soluzione:
1. Ta8 ! c2  2. Ca7

- 2... Ab1 3. Cb5+ Aa2 4. Ca3 ∼ 5. Cxc2#
- 2... Ag8 3. Cc6+ Aa2 4. Ca5 ∼ 5. Cb3#
- 2... Af7 3. Cb5+ Aa2 4. Ca3 ∼ 5. Cxc2#